# Jihlavský sněm (1436)

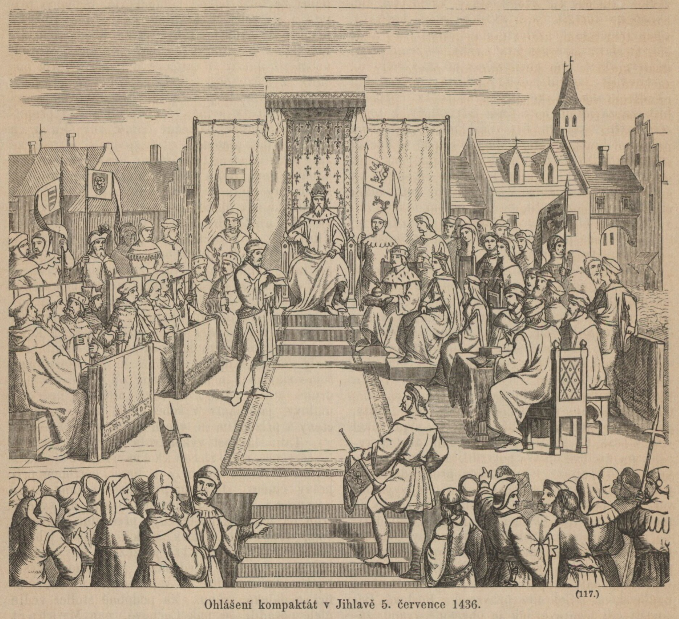
Vyhlášení Basilejských kompaktát v Jihlavě (Česko-moravská kronika, 1868)

Jihlavský sněm roku 1436 proběhl ve dnech 5. června až 20. srpna 1436 v Jihlavě. Jeho cílem bylo zpečetění a vyhlášení definitivní podoby tzv. Basilejských kompaktát a dovést tak výsledky jednání z přelomu let 1433–1434 k úspěšnému konci, tj. převést text kompaktát do listinné podoby, aby se tak se stalo přijímání podobojí legálním a husité by se navrátili zpět do lůna církve. Sněm pak vyvrcholil korunovací Zikmunda Lucemburského českým králem v chrámu sv. Jakuba Většího. 

## Průběh
Na 29. února 1436 svolal Aleš Vřešťovský z Rýzmburka do Prahy zasedání českého zemského sněmu, kde byla schválena korunovace Zikmunda českým králem. Následně byli za císařem vysláni Vilém Kostka z Postupic, Albrecht z Běškovic a Jan Velvar, aby mu tuto zprávu oznámili a pozvali jej na finální sněm do Jihlavy. Sem Zikmund dorazil 5. června, se zpožděním kvůli nutnosti tažení proti Turkům, i s královnou Barborou Celjskou a svou družinou. Zikmund druhého dne potvrdil Jana Rokycanu za pražského arcibiskupa, a Martina Lupáče a Václava z Mýta za biskupy. Z Basilejského koncilu pak přicestovali biskup Filibert, Jan z Palomar, Martin Berner a Tomáš z Haselbachu, vídeňský kanovník. 
Na posledních jednáních pak byla sepsána definitivní podoba kompaktát i souvisejících dokumentů, listiny byly opatřeny pečetěmi legátů koncilu, Zikmunda a moravského markraběte Albrechta II. Habsburského. Kompaktáta byla slavnostně vyhlášena dne 5. července 1436 na jihlavském náměstí. Mimo výše jmenovaných zde byli přítomni také Menhart II. z Hradce, Aleš Vřešťovský z Rýzmburka, Ulrich Celjský, Jan Velvar, Arnošt z Vlašimi, olomoucký biskup Pavel z Miličína a další. Následně předstoupili čtyři čeští kněží, Václav z Drachova, Pavel ze Slavíkovic, Václav z Lužnice a Bohunek z Chocně, aby deklarovali smíření kališníků s katolickou církví. V latině zde text přečetl Jan Rokycana, následujícího dne byla přečtena v češtině při slavnostní bohoslužbě v chrámu sv. Jakuba Většího. Již při této příležitosti však došlo k prvním náboženským třenicím a konfliktům v ulicích města. 
V dalších týdnech pak pokračovala jednání o dalším náboženském uspořádání Českého království. Zikmund pak pověřil svého komorníka Kašpara Šlika, aby ze Stoličného Bělehradu přivezl české korunovační klenoty a 20. srpna byl v jihlavském chrámu sv. Jakuba Většího korunován českým králem.  
Hned dalšího roku však Zikmund zemřel a rozhořel se tak nový spor o nástupnictví na český trůn. Kompaktáta pak byla církevními hodnostáři dodržována jen částečně, mj. proto, že jim scházelo potvrzení papežem.